# ウィレム・アイントホーフェン
ウィレム・アイントホーフェン（Willem Einthoven、1860年5月21日 - 1927年9月29日）はオランダの生理学者、医師である。1895年に世界初の実用的な心電図(ECG/EKG)を発明し、1924年に「心電図のメカニズムの発見」の功績によりノーベル生理学・医学賞を受賞した。

## 生涯
アイントホーフェンはオランダ領東インド（現在のインドネシア）のジャワ島・スマランで生まれた。彼の父で医師のヤコブ・アイントホーフェン(Jacob Einthoven)は、彼が子供の頃に亡くなった。母は子供を連れて1870年にオランダに戻り、ユトレヒトに居を構えた。父の祖先はユダヤ人とオランダ人で、母の祖先はオランダ人とスイス人だった。
1885年にユトレヒト大学で医学の学位を取得した。1886年にライデン大学の教授に就任した。
1902年にオランダ王立芸術科学アカデミーの会員になった。
彼はオランダのライデンで亡くなった。遺体はウフストヘーストのHaarlemmerstraatwegにある改革派教会の墓地に埋葬されている。

## 業績
アイントホーフェンの発明以前から、心臓を鼓動させると電流が発生することが知られていたが、当時の器具では電極を直接心臓に取り付けなければその電流を正確に測定することができなかった。1901年から、アイントホーフェンは単線検流計によるプロトタイプを完成させた。この装置は、強力な電磁石の間を通る非常に細い導線のフィラメントを使用していた。電流がフィラメントを通過するとき、電流によって生成された磁場は弦を動かす。弦に光を照射し、移動する印画紙のロールにその影を記録する。これにより、弦の動きを示す連続的な曲線を形成する。オリジナルの機械は強力な電磁石のために水冷を必要とし、それを操作するのに5人の作業員を必要とし、重量が約270キログラムもあった。この装置は標準的な検流計の感度を高めたものであり、肉や骨などの絶縁物を通して心臓の電気的活動を測定することができた。

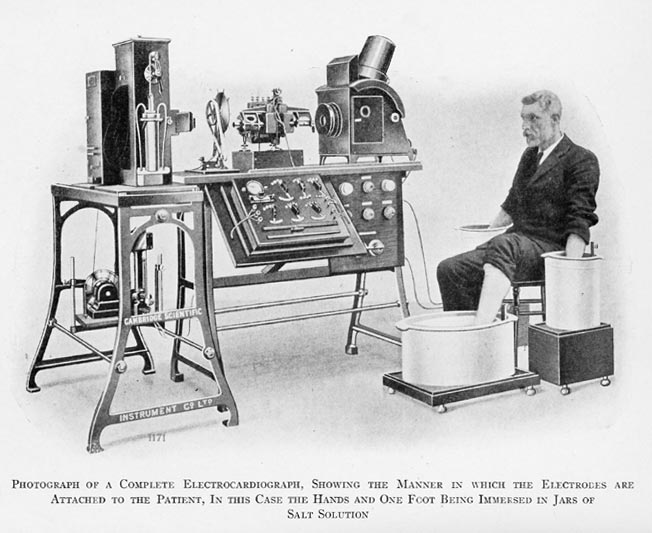
初期の心電図装置

後の技術的進歩により、より性能の良い、小型の心電図装置が作られるようになったが、心電図に使用される用語の多くはアイントホーフェンに由来している。心電図の屈曲に彼が割り当てたP、Q、R、S、Tという文字は、今でも使われている。電極の設置位置を示す「アイントーベンの三角形」（アイントーベンは開発者アイントーフェンの英語読み）という用語は彼にちなんで名付けられた。
心電図法の発明の功績により、1924年にノーベル生理学・医学賞を受賞した。